# Сорокин, Дмитрий Тимофеевич
Дми́трий Тимофе́евич Соро́кин (8 ноября 1921, Анцифорово, Смоленская губерния — 31 декабря 1970, Холм-Жирковский, Смоленская область) — советский военнослужащий, участник Великой Отечественной войны, полный кавалер ордена Славы.

## Биография
Родился в крестьянской семье, русский. Получил среднее образование, работал в колхозе.
В июне 1941 года призван в Красную армию, на фронт попал в сентябре 1941 года. Член ВКП(б) с 1941 года.
Служил командиром орудия в 234-м гвардейском артиллерийском полку 96-й гвардейской стрелковой дивизии.
20 февраля 1944 года в ходе боёв на 4-м Украинском фронте на берегу Днепра в районе села Михайловка Николаевской (ныне Херсонской) области, отбивая атаки противника, гвардии старшина Сорокин уничтожил более 15 солдат, 5 пулемётов и самоходное орудие противника.
В боях в район станции Водопой Николаевской области 26—27 марта 1944 года, командуя орудием прямой наводкой, поразил наблюдательный пункт противника, уничтожил до 10 солдат и офицеров, 2 миномёта и 3 пулемёта.
22 июля 1944 года в бою за деревню Подбоже Брестской области орудие Сорокина уничтожило более 10 пехотинцев противника, автомашину, два пулемёта, подбило средний танк и самоходное орудие. Через несколько дней, 30 июля 1944 года, при освобождении села Александровка расчёт под командованием Сорокина уничтожил больше 10 солдат противника, 4 пулемёта и подавил два орудия.
Для Дмитрия Сорокина война окончилась только 10 мая 1945 года после освобождения чешского города Яблонец. Всего за войну им было уничтожено 5 танков, 2 самоходных орудия, 8 пулемётов, 6 автомашин, 10 дотов и дзотов и 2 наблюдательных пункта противника.
Принимал участие в Параде Победы в 1945 году.
В 1946 году в звании младшего лейтенанта Дмитрий Сорокин демобилизовался. Жил в пгт Холм-Жирковский Смоленской области, где работал директором заготконторы.

## Награды
- Орден Славы 3-й степени — 27 февраля 1944 № 7089
- Орден Славы 2-й степени — 30 апреля 1944 г № 1378
- Орден Славы 1-й степени — 18 ноября 1944 № 252
- Две медали «За отвагу»
- Медаль «За боевые заслуги»
- другие медали